# Богдановка (муниципальное образование город Новомосковск)
Богдановка — деревня в Тульской области России.
В рамках административно-территориального устройства входит в состав Прохоровского сельского округа Новомосковского района, в рамках организации местного самоуправления включается в муниципальное образование город Новомосковск со статусом городского округа.

## География
Расположена на северном берегу Шатского водохранилища, у северной границы города Новомосковска.

## Население
| 2002 | 2010 |
| ---- | ---- |
| 336  | ↘279 |